# Wąchock
Wąchock este un oraș în Polonia.